# Ганінге (комуна)
Комуна Ганінге (швед. Haninge kommun) — адміністративно-територіальна одиниця місцевого самоврядування, що розташована в лені Стокгольм у центральній Швеції.
Ганінге 191-а за величиною території комуна Швеції. Адміністративний центр комуни — район Стокгольма Ганден.

## Населення
Населення становить 97 683 осіб (станом на 31 грудня 2022 року). 
| Кількість населення комуни Ганінге за 1970-2022 роки | Кількість населення комуни Ганінге за 1970-2022 роки | Кількість населення комуни Ганінге за 1970-2022 роки | Кількість населення комуни Ганінге за 1970-2022 роки | Кількість населення комуни Ганінге за 1970-2022 роки |
| ---------------------------------------------------- | ---------------------------------------------------- | ---------------------------------------------------- | ---------------------------------------------------- | ---------------------------------------------------- |
| Рік                                                  |                                                      |                                                      | Населення                                            |                                                      |
| 1970                                                 | 1970                                                 |                                                      | 45 001                                               | 45 001                                               |
| 1975                                                 | 1975                                                 |                                                      | 50 295                                               | 50 295                                               |
| 1980                                                 | 1980                                                 |                                                      | 58 541                                               | 58 541                                               |
| 1985                                                 | 1985                                                 |                                                      | 61 166                                               | 61 166                                               |
| 1990                                                 | 1990                                                 |                                                      | 62 797                                               | 62 797                                               |
| 1995                                                 | 1995                                                 |                                                      | 65 706                                               | 65 706                                               |
| 2000                                                 | 2000                                                 |                                                      | 69 644                                               | 69 644                                               |
| 2005                                                 | 2005                                                 |                                                      | 71 837                                               | 71 837                                               |
| 2010                                                 | 2010                                                 |                                                      | 77 054                                               | 77 054                                               |
| 2021                                                 | 2021                                                 |                                                      | 95 658                                               | 95 658                                               |
| 2022                                                 | 2022                                                 |                                                      | 97 683                                               | 97 683                                               |
| Джерело: SCB                                         |                                                      |                                                      |                                                      |                                                      |

## Населені пункти
Комуні підпорядковано 7 міських поселень (tätort) та низка сільських, більші з яких:
- Стокгольм (Stockholm) (частина Ганден)
- Даларе (Dalarö)
- Юрдбру (Jordbro)
- Муске (Muskö)
- Велендан (Väländan)
- Вестерганінґе (Västerhaninge)

## Міста побратими
Комуна підтримує побратимські контакти з такими муніципалітетами:
- Параїнен, Фінляндія
- Ісгей, Данія
- Хаапсалу, Естонія
- Форміа, Італія

## Галерея

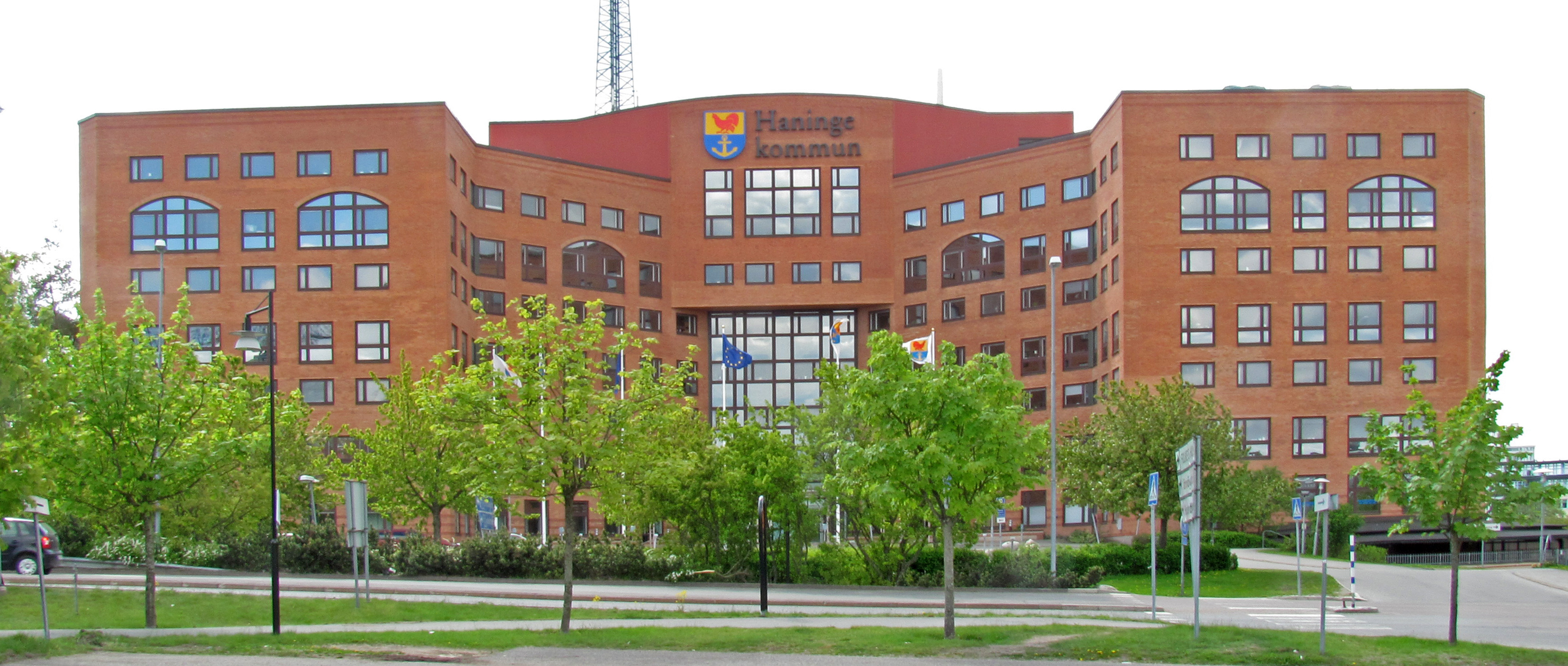
Управа комуни Ганінґе
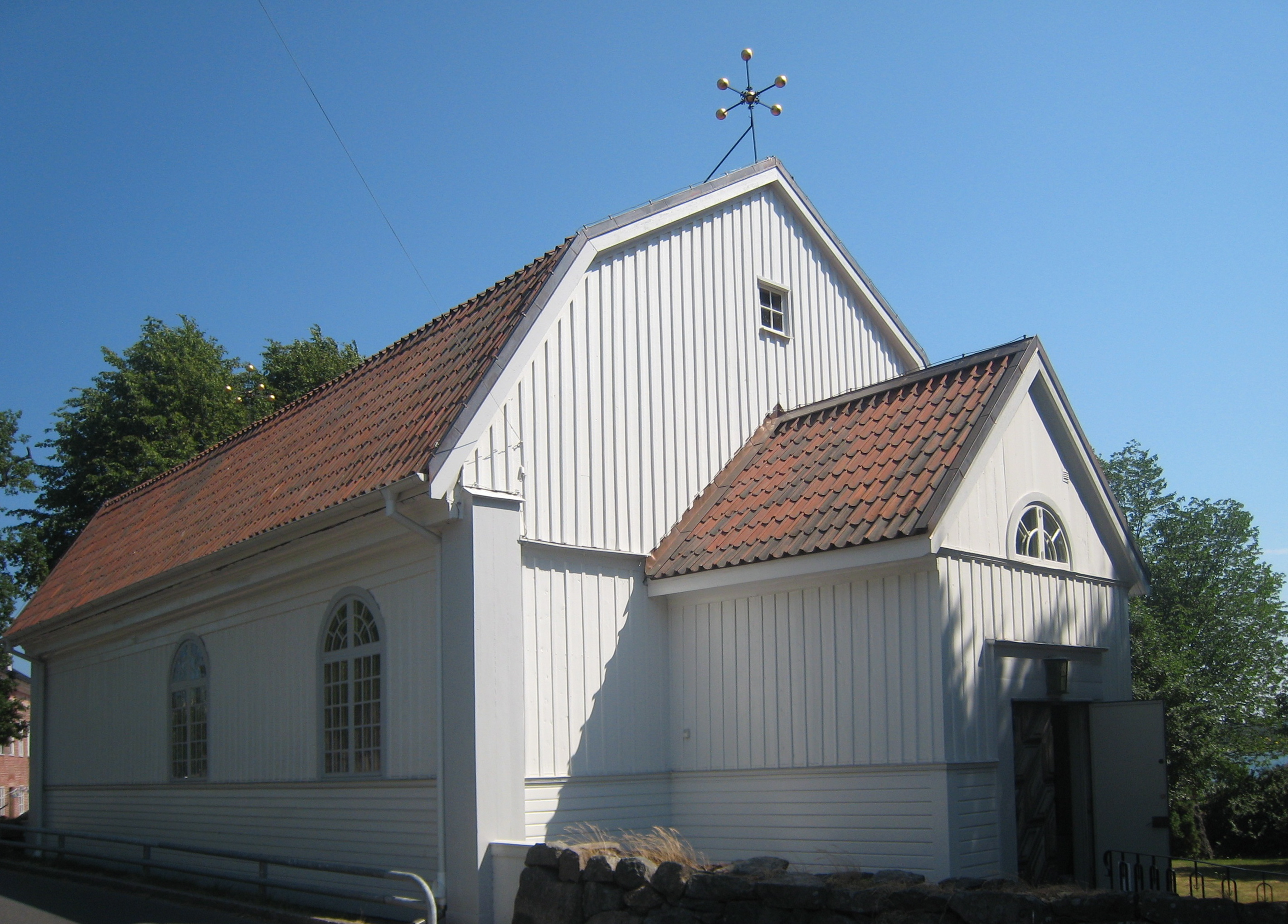
Церква (Даларе)
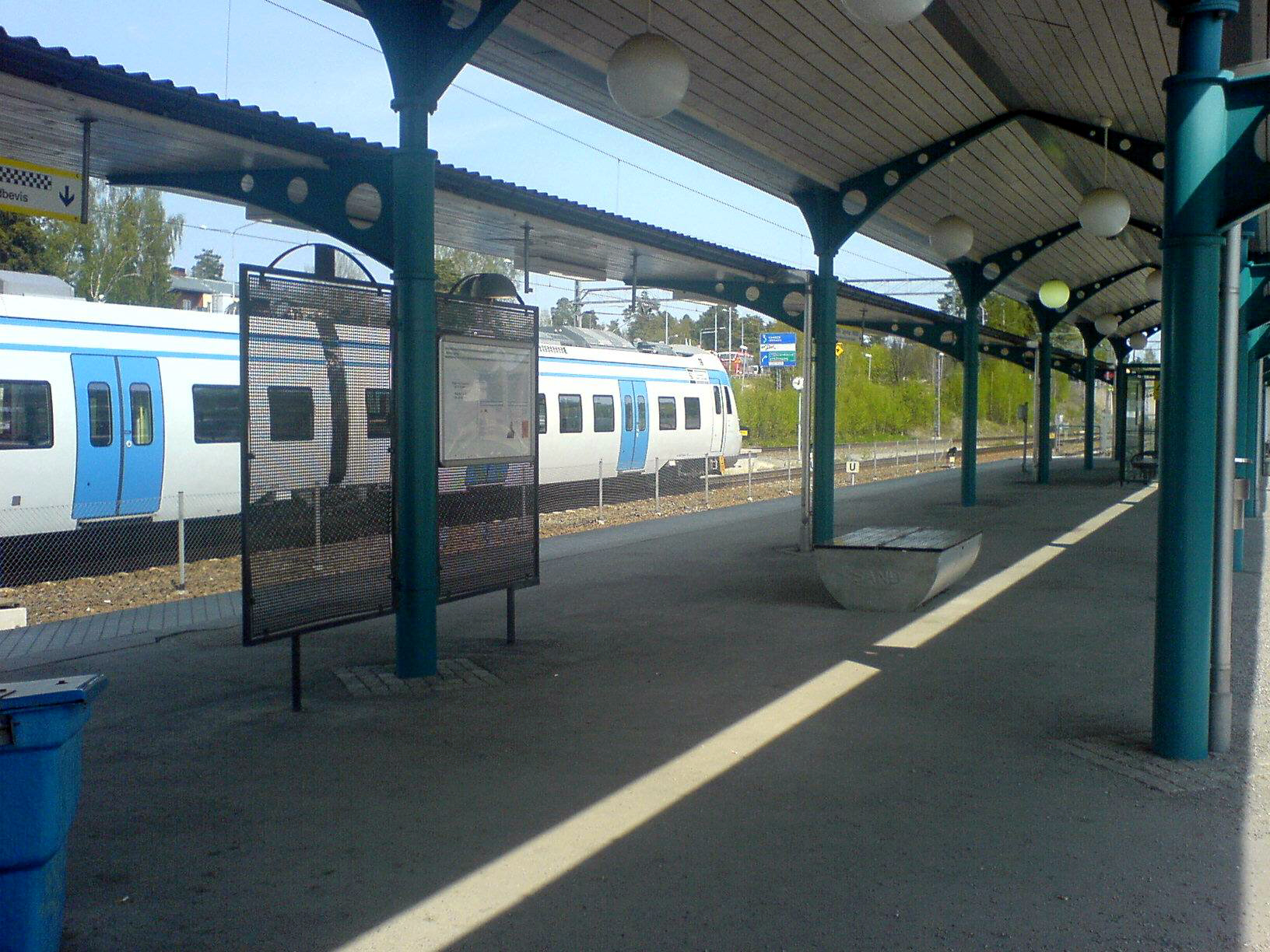
Станція Вестерганінґе
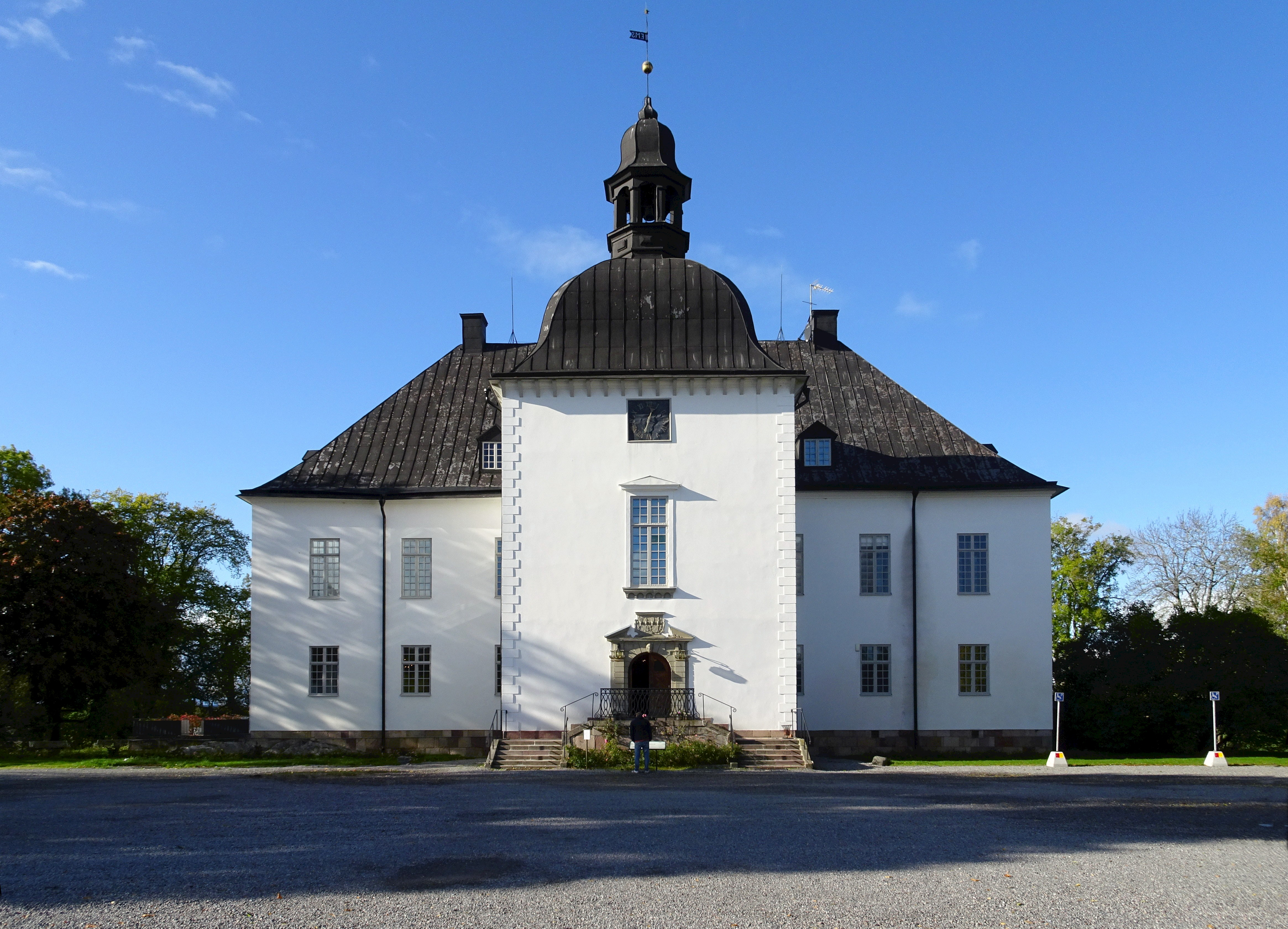
Замок Орста

## Виноски
1. ↑  Andersson P. Sveriges kommunindelning 1863-1993 — Mjölby: Draking, 1993. — 132 с. — ISBN 978-91-87784-05-7
2. ↑  Kommunstyrelsen — Ганінге.
3. ↑  https://www.mynewsdesk.com/se/haninge_kommun/pressreleases/pelle-svensson-s-laemnar-uppdraget-som-oppositionsraad-i-haninge-150712
4. ↑  https://mypresswire.com/se/pressroom/35985/pressrelease/80574
5. 1 2  https://www.nynashamnsposten.se/2010-11-02/skattesankning-i-haninge
6. ↑  Folkmängd, topp 50, 31 december 2022. Statistiska Centralbyrån (швед.). Процитовано 28 липня 2023.